# Троицкий крест в Пэуне
Троицкий крест в Пэуне (рум. Crucea Trinitas de pe Dealul Păun; Кручя Тринитас де пе Дялул Пэун) — металлическая конструкция весом 6 тонн в форме креста высотой 40 метров (10-этажное здание), которая была установлена в июле 2006 года на вершине холма недалеко от деревни Пэун в коммуне Бырнова (Ясский уезд, Румыния). Данный крест на 4 метра выше так называемого Карайманского креста (36 метров), и является самым высоким крестом на территории Румынии. Благодаря тому, что ночью Троицкий крест подсвечивают 100 фонарей, его видно в городе Яссы (за 10 км отсюда), а также в некоторых сёлах на левом берегу Прута, в республике Молдова. Сооружение используется как вышка для трансляции передач радио «Тринитас».